# Степной (Волгодонской район)
Степно́й — хутор в Волгодонском районе Ростовской области.
Входит в состав Потаповского сельского поселения.

## Население
| 1989 | 2002 | 2010 |
| ---- | ---- | ---- |
| 431  | ↘430 | ↗500 |

## Улицы
- пер. Центральный,
- ул. Весенняя,
- ул. Комсомольская,
- ул. Молодёжная,
- ул. Набережная.